# Femstrimmig plattstumpbagge
Femstrimmig plattstumpbagge (Platysoma deplanatum) är en skalbaggsart som först beskrevs av Leonard Gyllenhaal 1808.  Femstrimmig plattstumpbagge ingår i släktet Platysoma och familjen stumpbaggar. Enligt den svenska rödlistan är arten nära hotad i Sverige. Arten förekommer i Götaland, Öland, Svealand, Nedre Norrland och Övre Norrland. Artens livsmiljö är skogslandskap, jordbrukslandskap. Inga underarter finns listade i Catalogue of Life.